# Les Troyens à Carthage (prologue)
 (juillet 2024).
 (juillet 2024).
La mise en forme du texte ne suit pas les recommandations de Wikipédia : il faut le « wikifier ».
Les points d'amélioration suivants sont les cas les plus fréquents. Le détail des points à revoir est peut-être précisé sur la page de discussion.
- Les titres sont pré-formatés par le logiciel. Ils ne sont ni en capitales, ni en gras.
- Le texte ne doit pas être écrit en capitales (les noms de famille non plus), ni en gras, ni en italique, ni en « petit »…
- Le gras n'est utilisé que pour surligner le titre de l'article dans l'introduction, une seule fois.
- L'italique est rarement utilisé : mots en langue étrangère, titres d'œuvres, noms de bateaux, etc.
- Les citations ne sont pas en italique mais en corps de texte normal. Elles sont entourées par des guillemets français : « et ».
- Les listes à puces sont à éviter, des paragraphes rédigés étant largement préférés. Les tableaux sont à réserver à la présentation de données structurées (résultats, etc.).
- Les appels de note de bas de page (petits chiffres en exposant, introduits par l'outil «  Source ») sont à placer entre la fin de phrase et le point final[comme ça].
- Les liens internes (vers d'autres articles de Wikipédia) sont à choisir avec parcimonie. Créez des liens vers des articles approfondissant le sujet. Les termes génériques sans rapport avec le sujet sont à éviter, ainsi que les répétitions de liens vers un même terme.
- Les liens externes sont à placer uniquement dans une section « Liens externes », à la fin de l'article. Ces liens sont à choisir avec parcimonie suivant les règles définies. Si un lien sert de source à l'article, son insertion dans le texte est à faire par les notes de bas de page.
- La présentation des références doit suivre les conventions bibliographiques. Il est recommandé d'utiliser les modèles {{Ouvrage}}, {{Chapitre}}, {{Article}}, {{Lien web}} et/ou {{Bibliographie}}. Le mode d'édition visuel peut mettre en forme automatiquement les références.
- Insérer une infobox (cadre d'informations à droite) n'est pas obligatoire pour parachever la mise en page.

Pour une aide détaillée, merci de consulter Aide:Wikification.
Si vous pensez que ces points ont été résolus, vous pouvez retirer ce bandeau et améliorer la mise en forme d'un autre article.
Le Prologue des Troyens à Carthage est un mouvement d'ouverture tiré de l'opéra en cinq actes Les Troyens, composé par Hector Berlioz en 1856 et portant le référent H 54.

## Composition
La fresque musicale des Troyens contient originellement cinq actes. Cette composition étant jugée trop longue pour la scène lyrique parisienne, Berlioz divise sa composition en deux dans une tentative de la faire jouer au théâtre Lyrique en novembre 1863 : les actes I et II formant la première partie (La Prise de Troie) et les actes III à V, la deuxième, (Les Troyens à Carthage). C'est de cette deuxième partie que ce Prologue est l'ouverture.

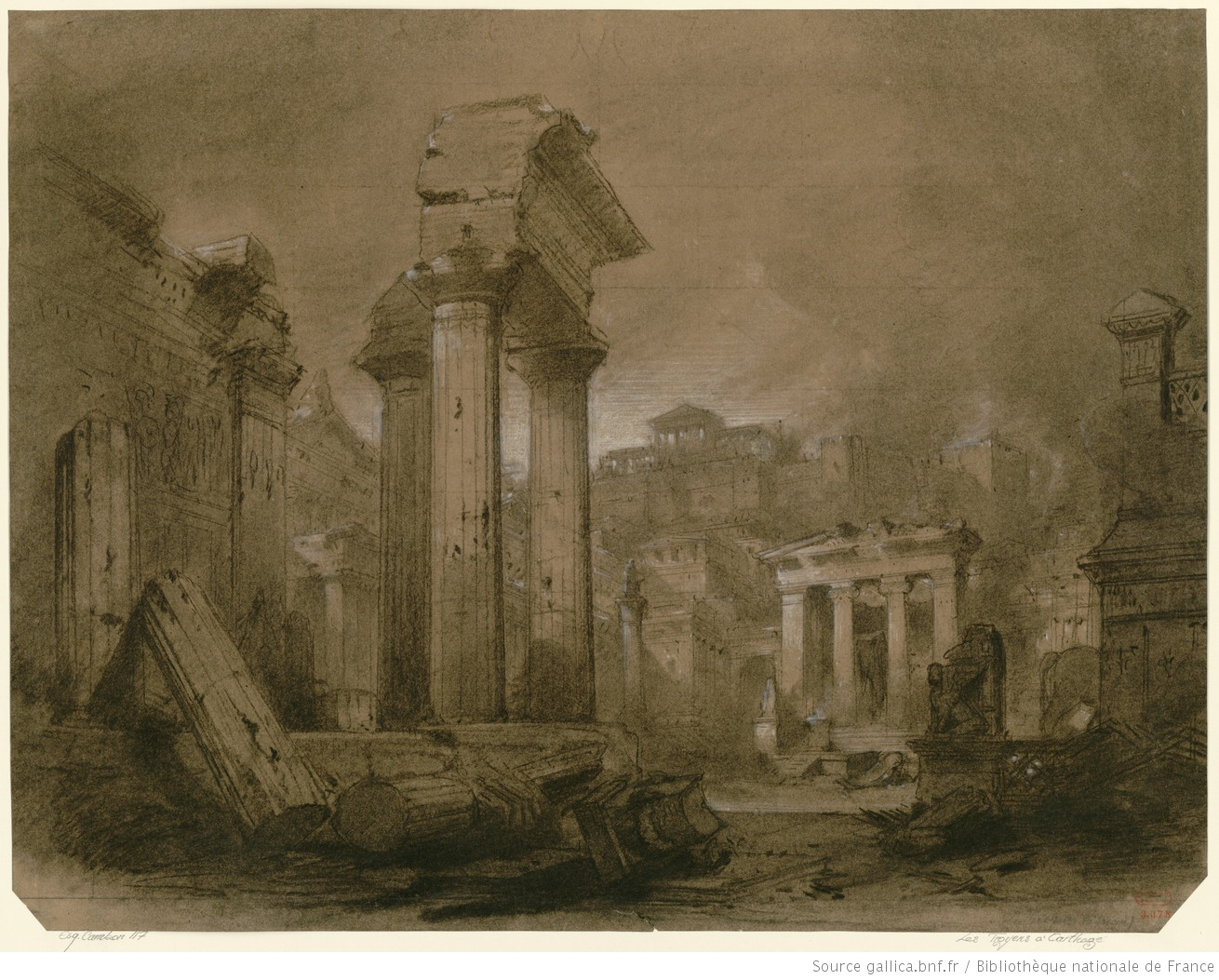
Esquisse pour le rideau du prologue, par Charles-Antoine Cambon (1863); représentant Troie en ruines après 10 ans de siège.

Grâce à une lettre à son librettiste et ami Humbert Ferrand, on sait que Berlioz venait de terminer le prologue de cette deuxième partie des Troyens le 4 juin 1863. La première eut lieu le 4 novembre 1863.
Formellement, ce prologue a donc une fonction importante et unificatrice entre les deux tronçons du « grand opéra » originel en cinq actes voulu par le compositeur. Malgré cette coupure, le prologue de l'acte III doit donc à la fois résumer musicalement et dramatiquement la situation (Troie est battue et en ruines) et préparer le spectateur à un bond dans le temps : nous sommes, au début de l'acte III, à la cour de Carthage qui est le cadre des fameuses amours de Didon et Énée.
Cet opéra ne reprit sa forme initiale qu'un siècle plus tard.

### Livret
Tout comme le prélude de l'Acte I, le prologue littéraire de ce troisième acte est introductif ; il décrit cette situation: 

« Un appartement du palais d'Énée qu'éclaire à peine une lampe. Rumeurs de combats éloignés. Énée à demi armé dort sur son lit. Pendant son sommeil, le jeune Ascagne sort tout effrayé d'un appartement voisin, s'approche du lit de son père et, n'osant pas le réveiller, s'en retourne dans un moment où les bruits de la ville cessent de se faire entendre. Bientôt après, d'un coin obscur, s'avance lentement vers Énée le spectre sanglant d'Hector. Sa barbe et sa chevelure sont souillées et en désordre. Parvenu auprès d'Énée il reste un instant immobile à le contempler et soupire profondément. Un bruit de la ville plus fort que les précédents éveille Énéee en sursaut. Il voit Hector devant lui, et, après un instant d'indécision, il lui adresse la parole. »